# Danika (film)
Danika è un film del 2006 diretto da Ariel Vromen.
Thriller psicologico incentrato sulla figura di una donna che fatica a superare un enorme trauma. Distribuito direttamente in DVD il film è stato premiato al San Diego Film Festival del 2006 come miglior film, ricevendo il premio anche per la miglior attrice con Regina Hall

## Trama
Danika Merrick ha un marito e tre figli e soffre di continue crescenti allucinazioni.
Perso il lavoro ha problemi anche nel privato dove per altro ha problemi con i figli cui sembra non riuscire più a badare come un tempo.
La cura di una psichiatra non sembra dare risultati tangibili.
Nel finale apprendiamo l'antefatto e tutto il film assume un senso diverso da quello che si era portati a pensare.
Quando i tre figli erano molto piccoli, Danika scoprì che il marito la tradiva con la giovanissima bambinaia che le dava una mano in casa. Sotto choc, in auto e con i tre figli a bordo, passò distrattamente un semaforo con il rosso venendo investita da uno scuolabus.
Nello schianto morirono tutti i figli mentre lei, ferita, sopravvisse.
Ora vive come una senzatetto e la sua mente rielabora continuamente il passato cercando di crearsi un presente irreale che però, nonostante gli sforzi, è comunque cupo, pieno di angosce e, alla fine, altrettanto invivibile a causa del senso di colpa che evidentemente non riesce a superare.